# Dubbelmonde

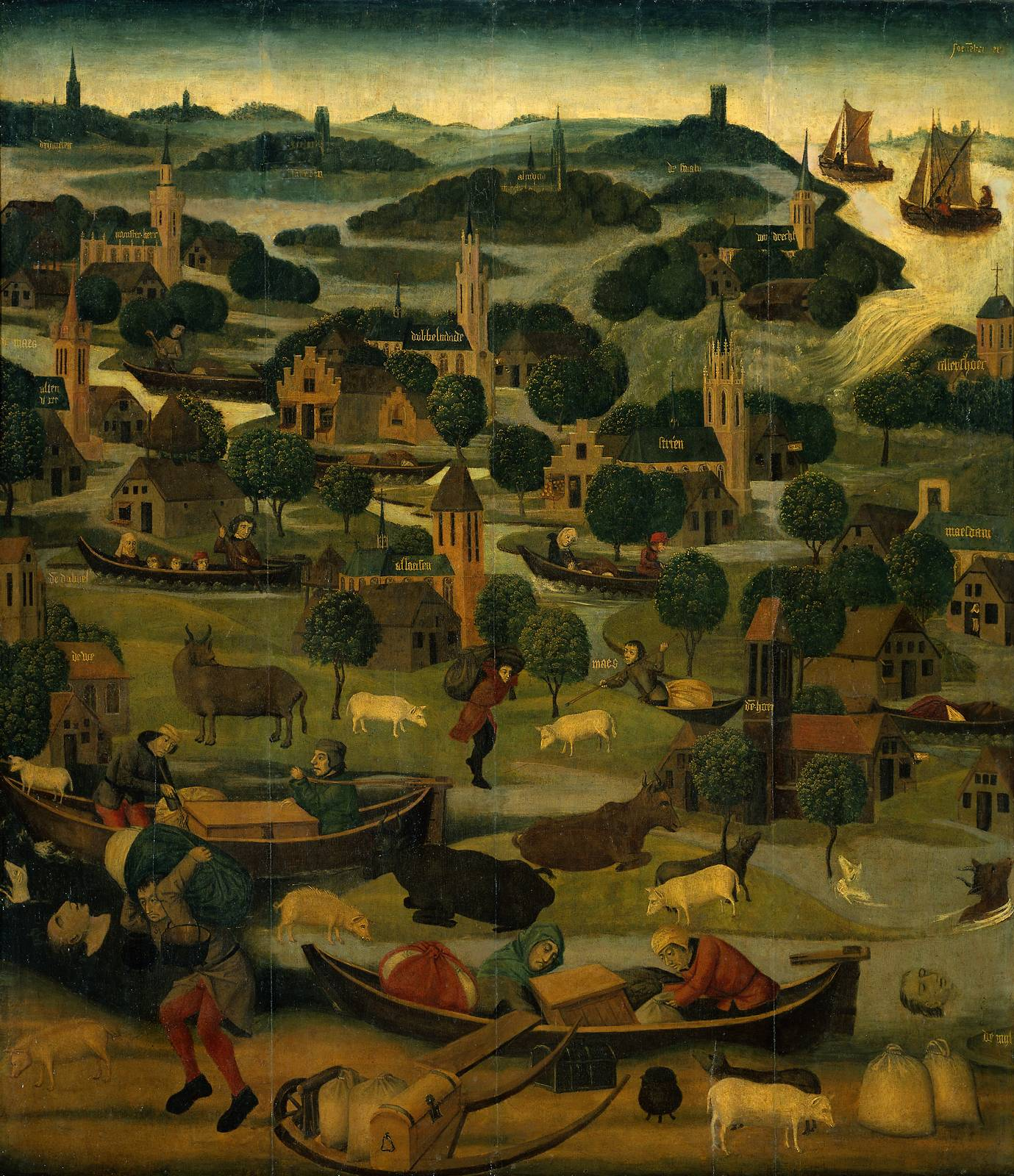
Dubbelmonde in het midden van het paneel.

Dubbelmonde was een kerkdorp in de Grote Waard. Het is vermoedelijk verdwenen door de Sint-Elisabethsvloed (1421).

## Geschiedenis
Het is niet duidelijk wanneer Dubbelmonde is ontstaan, maar men denkt begin 12e eeuw. In 1105 noemt men de naam van Sigfridus van Duplamunde als mogelijke stichter van de Dubbelmondse kerk. De parochiekerk behoorde vanaf de 13e eeuw aan het bisdom Luik onder het dekenaat van Hilvarenbeek. Zoals de naam al duidelijk maakt is het kerkdorp ontstaan aan de monding van de Dubbel, een riviertje in de Grote Waard. Op een bepaald moment vormde Dubbelmonde een dubbele kerkparochie met het naburige Almonde, waarbij de kerk van Dubbelmonde als moederkerk fungeerde. Vanaf 1309 lijken de rechten van de kerk bij heer Nicolaas III van Putten te liggen. Deze schenkt het goed met goederen aan het kapittel van Geervliet, dat weer onder het bisdom Utrecht viel. In 1322 koopt Willem van Duvenvoorde rechten en tienden in Dubbelmonde en Almonde op. In 1420 lijkt Engelbrecht I van Nassau-Siegen, heer van Breda, de patronaatsrechten van de kerk te bezitten. Door de Sint-Elisabethsvloed van 1421 verloor het kerkdorp haar bestaansrecht waarna de overlevenden hun toevlucht elders zochten. Dubbelmonde kreeg een prominente plek op een paneel van de Meester van de Sint-Elisabethpanelen uit 1490-1495.
De voormalige locatie van het dorp moet gezocht worden op het Eiland van Dordrecht in de omgeving van de buurtschap Kop van 't Land. Tot op heden is nog niks bekend van teruggevonden sporen van het kerkdorp.